# Xã Gardner, Quận Johnson, Kansas
Xã Gardner (tiếng Anh: Gardner Township) là một xã thuộc quận Johnson, tiểu bang Kansas, Hoa Kỳ. Năm 2010, dân số của xã này là 2.905 người.